# 로테 레냐
로테 레냐(Lotte Lenya, 1898년 10월 18일 ~ 1981년 11월 27일)는 오스트리아계 미국인인 가수, 배우, 독연자(Monologist)이다.

## 출연 작품
- 우정의 마이애미 (1978)
- 약속 (1969)
- 007 위기일발 (1963)
- 로마의 애수 (1961)
- 서푼짜리 오페라 (1931)